# Wheels Are Turnin'
| Recensione              | Giudizio        |
| ----------------------- | --------------- |
| AllMusic                | [ 3 ]           |
| Sputnikmusic            | 3.8 (Excellent) |
| Dizionario del Pop-Rock | [ 5 ]           |

Wheels Are Turnin' è un album discografico della rock band statunitense REO Speedwagon, pubblicato dalla casa discografica Epic Records nel novembre del 1984.
L'album raggiunse la settima posizione della classifica statunitense Billboard 200, mentre il brano Can't Fight This Feeling raggiunse il primo posto della classifica Billboard Hot 100. Altri brani contenuti nell'ellepì: I Do' Wanna Know, One Lonely Night e Live Every Moment, si classificarono rispettivamente al ventinovesimo, diciannovesimo e trentaquattresimo posto della classifica Billboard Hot 100.

## Tracce
Lato A
1. I Do' Wanna Know – 4:12 (Kevin Cronin)
2. One Lonely Night – 3:20 (Neal Doughty)
3. Thru the Window – 5:01 (Bruce Hall, Jeffrey Hall)
4. Rock 'N Roll Star – 3:40 (Gary Richrath, Kevin Cronin, Tom Kelly)
5. Live Every Moment – 4:56 (Kevin Cronin)

Lato B
1. Can't Fight This Feeling – 4:54 (Kevin Cronin)
2. Gotta Feel More – 4:26 (Gary Richrath, Tom Kelly, Kevin Cronin)
3. Break His Spell – 2:57 (Gary Richrath)
4. Wheels Are Turnin' – 5:47 (Kevin Cronin)

## Produttori
- David Devore - assistenza alla produzione
- Registrazioni (e mixaggio) effettuato dal gennaio all'agosto del 1984 al Rumbo Recorders di Los Angeles, California (Stati Uniti)
- David Devore - ingegnere delle registrazioni
- Julian Stoll - assistente ingegnere delle registrazioni
- Mastering effettuato al Future Disc di Hollywood, California
- Steve Hall - ingegnere mastering
- Kevin Cronin e REO Speedwagon - arrangiamenti
- Randee St. Nicholas - fotografia copertina album
- Kosh (John Kosh) e Ron Larson - art direction, design album[11]

## Classifica
Album
| Anno | Classifica    | Posizione raggiunta |
| ---- | ------------- | ------------------- |
| 1985 | Billboard 200 | 7                   |

Singoli
| Anno | Titolo del brano         | Classifica             | Posizione raggiunta |
| ---- | ------------------------ | ---------------------- | ------------------- |
| 1984 | I Do' Wanna Know         | Billboard Hot 100      | 29                  |
| 1985 | Can't Fight This Feeling | Billboard Hot 100      | 1                   |
| 1985 | Can't Fight This Feeling | Official Singles Chart | 16                  |
| 1985 | One Lonely Night         | Billboard Hot 100      | 19                  |
| 1985 | Live Every Moment        | Billboard Hot 100      | 34                  |